# 横大道古墳群

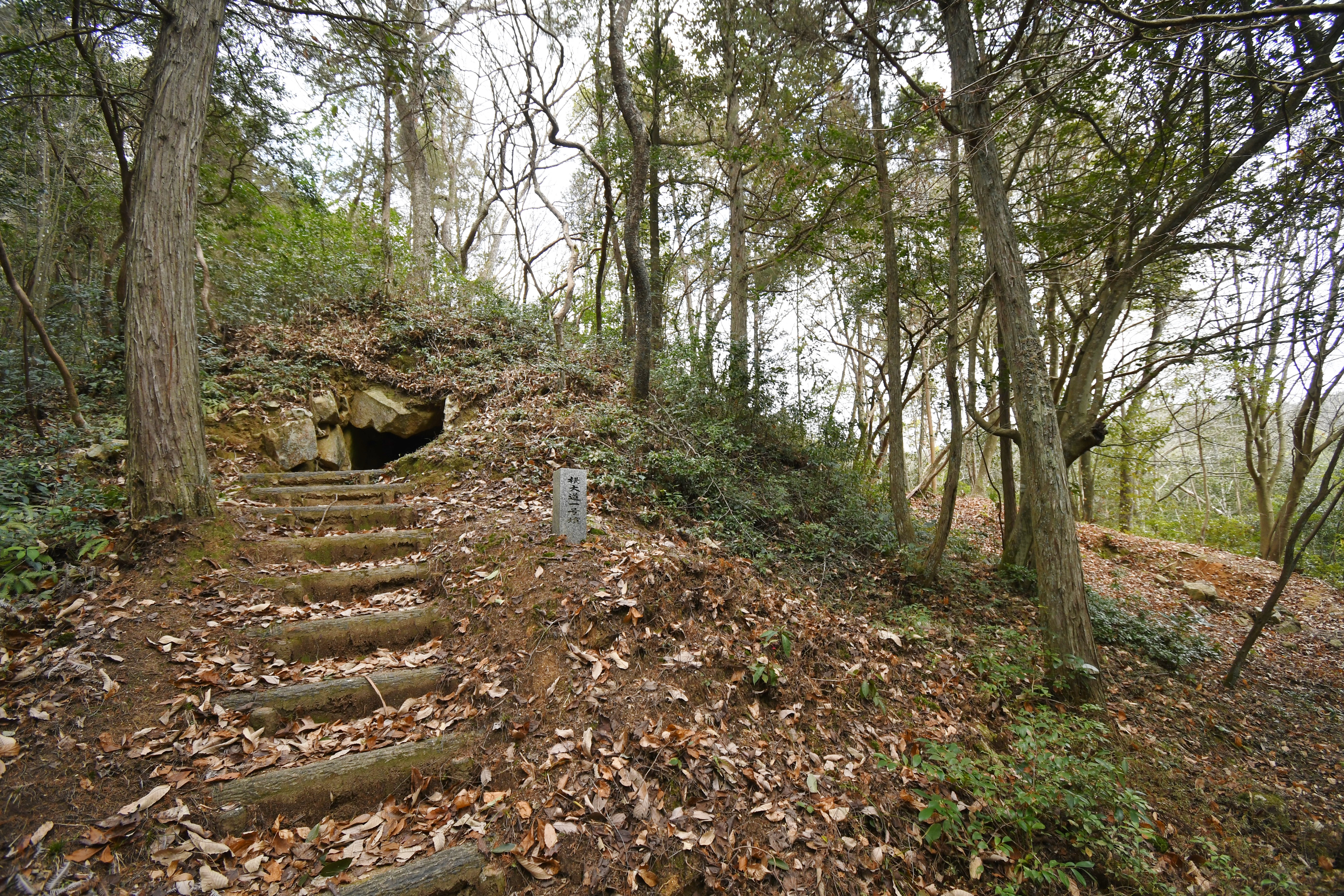
横大道1号墳（左）・2号墳（右奥）

横大道古墳群（よこだいどうこふんぐん）は、広島県竹原市新庄町東鷺ノ森にある古墳群。竹原市指定史跡に指定されている。

## 概要
広島県南部、葛子川東岸の鷺の森山西南麓の斜面上の、新庄地区の盆地を見下ろす位置に築造された古墳群である。計11基の古墳が確認され、1957年（昭和32年）に発掘調査が実施されている。
古墳11基のうち、1・2号墳は隣接して所在し、比較的大型の横穴式石室を埋葬施設とするのに対して、他の3-10号墳は東側に離れた谷付近にまとまって所在し、比較的小型の横穴式石室を埋葬施設としており、11号墳はそれらの中間に所在する。1・2号墳は古墳群のなかで古い時期の築造とみられ、そのうち最大規模の1号墳は、埋葬施設を片袖式の横穴式石室とする。石室全長9.4メートルを測る竹原市内では最大規模の石室で、石室内から金銅製冠が出土した点で注目される。また8号墳は最も新しい時期の築造とみられ、石室内から銅鋺が出土した点で注目される。
築造時期は、古墳時代後期-終末期の6世紀後半-7世紀代と推定される。古墳群の眼前の東西の谷は古代山陽道のルート候補地で、新庄地区の盆地では都宇駅の存在も推定されることから、大型横穴式石室と交通路との関係、ひいては横大道古墳群の被葬者と都宇駅前身の屯倉との関係を示唆するとして重要視される古墳群になる。
11基の古墳域は1963年（昭和38年）に竹原市指定史跡に指定されている。

## 遺跡歴
- 1957年（昭和32年）、市史編纂に伴う発掘調査（1963年刊行の『竹原市史』第2巻に掲載）。
- 1963年（昭和38年）9月13日、竹原市指定史跡に指定。

## 主な古墳
| 古墳名 | 墳丘 | 墳丘    | 埋葬施設         | 埋葬施設 | 備考         |
| ------ | ---- | ------- | ---------------- | -------- | ------------ |
| 1号墳  | 円墳 | 直径14m | 片袖式横穴式石室 | 長さ9.4m | 金銅製冠出土 |
| 2号墳  |      |         | 片袖式横穴式石室 | 長さ6.6m |              |
| 7号墳  | 円墳 | 直径12m | 無袖式横穴式石室 | 長さ7m   |              |
| 8号墳  |      |         | 無袖式横穴式石室 | 長さ6.3m | 銅鋺出土     |

### 1号墳

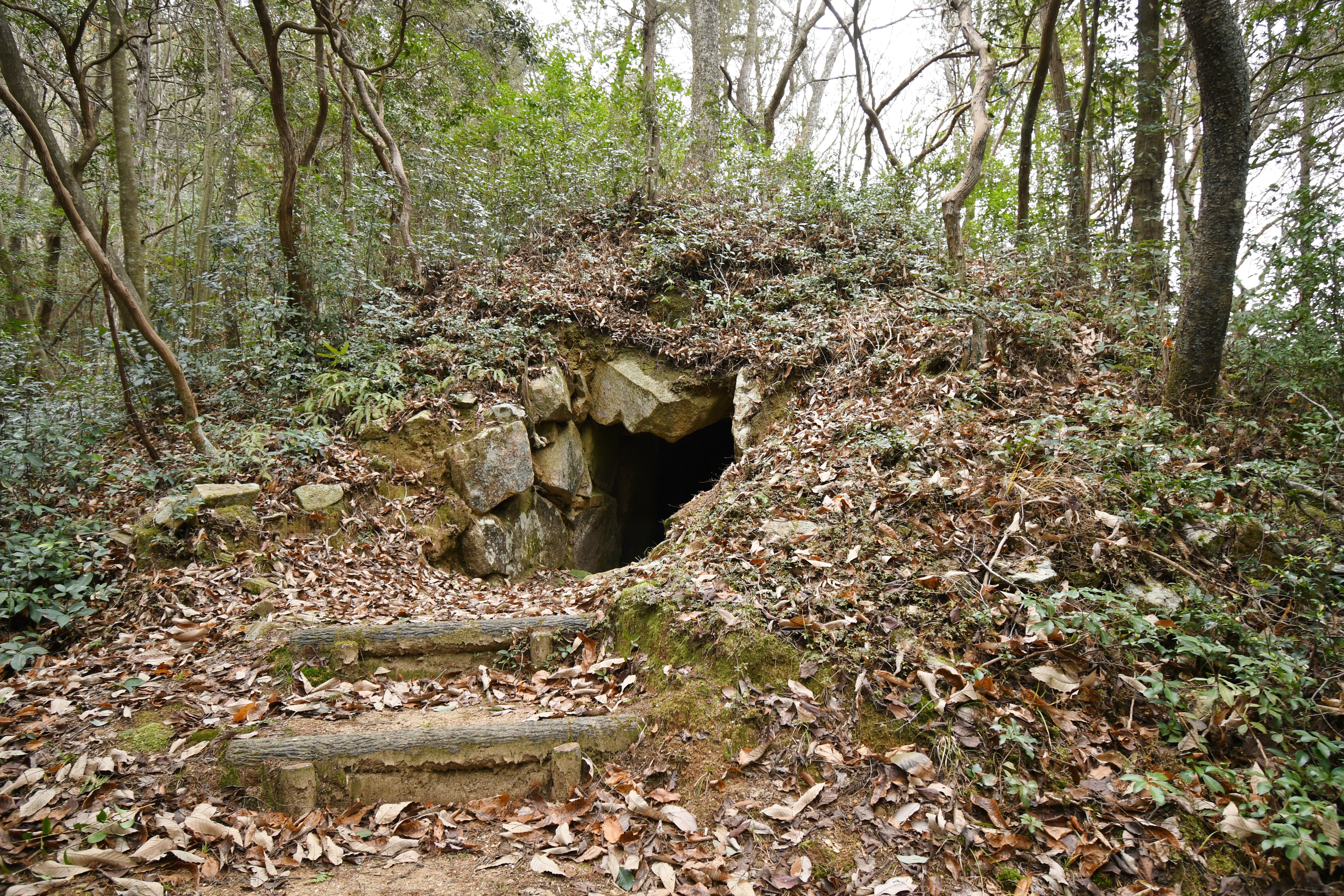
1号墳 墳丘・石室開口部

1号墳 石室俯瞰図

横大道1号墳は、円墳。1957年（昭和32年）に発掘調査が実施されている。
墳形は円形で、直径14メートル・高さ3メートルを測る（ただし1号墳・2号墳は隣接しており、1墳丘2石室の可能性がある）。埋葬施設は片袖式の横穴式石室で、西方向に開口する。石室の規模は次の通り。
- 石室全長：9.4メートル
- 玄室：幅2メートル、高さ約3メートル（奥壁）
- 羨道：幅1.6メートル（袖部）、高さ1.9メートル（袖部）

玄室は幅に対して高さが大きい形態である。玄室の奥壁・側壁はやや持ち送り内傾する。玄室の天井石は3枚。
石室内の調査で検出された副葬品は次の通り。
- 金銅製冠残欠
- 金環 2
- 銀環 1
- 刀子 1
- 刀装具 5
- 鉄鏃 多数
- 馬具 - 轡一連
- 須恵器 - 台付長頸壺1、高坏18
- 土師器 - 壺2

石室展開図
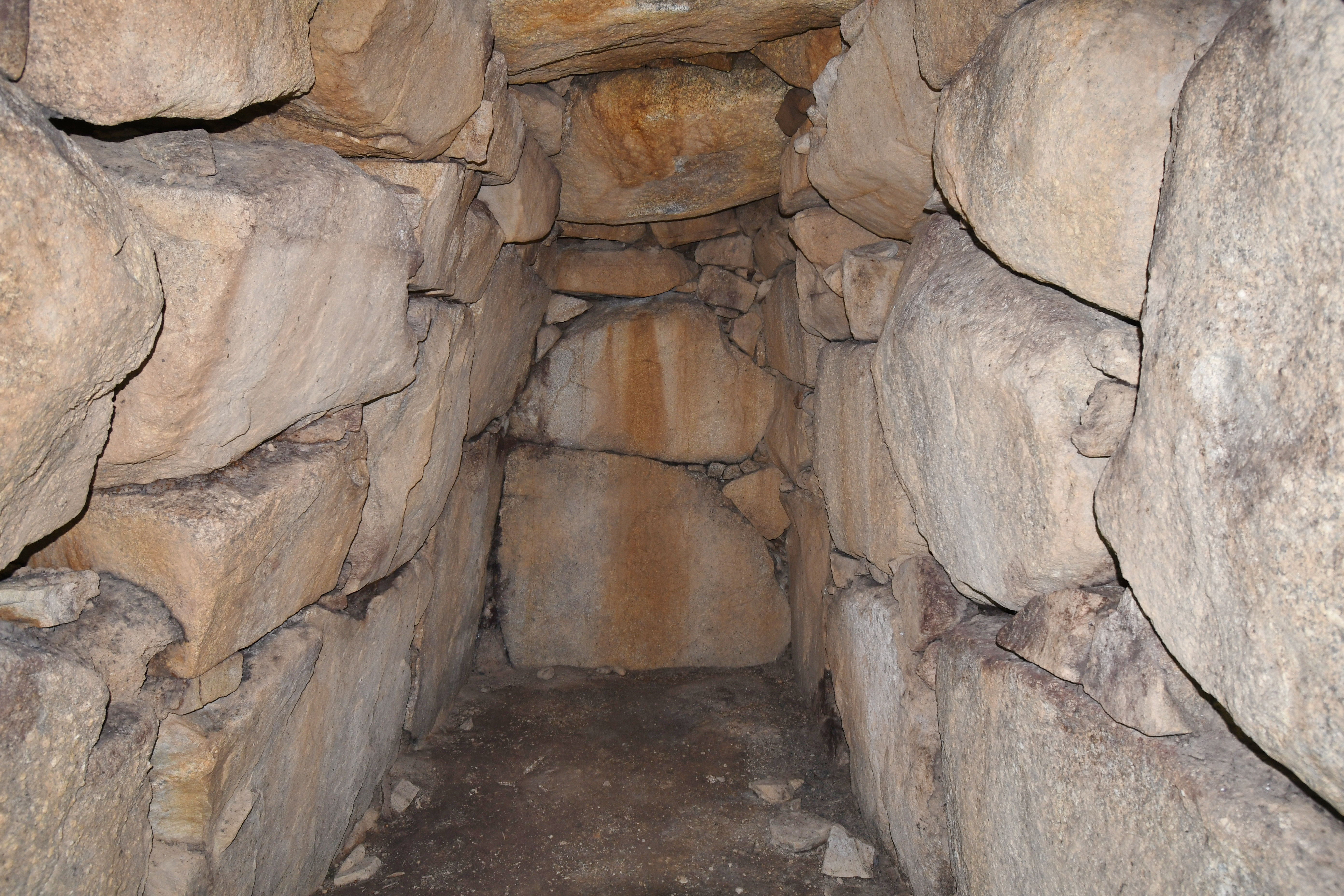
玄室（奥壁方向）
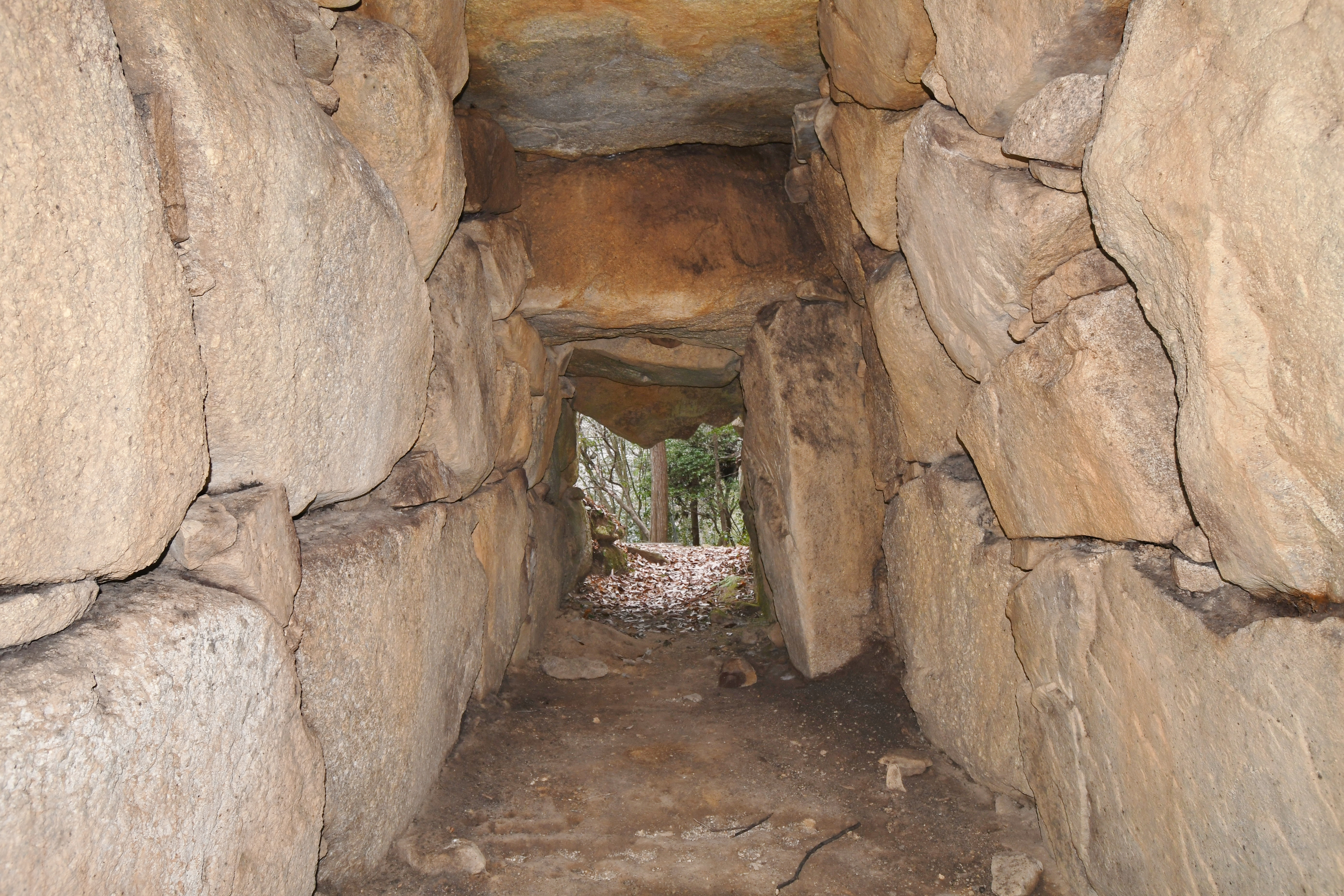
玄室（開口部方向）
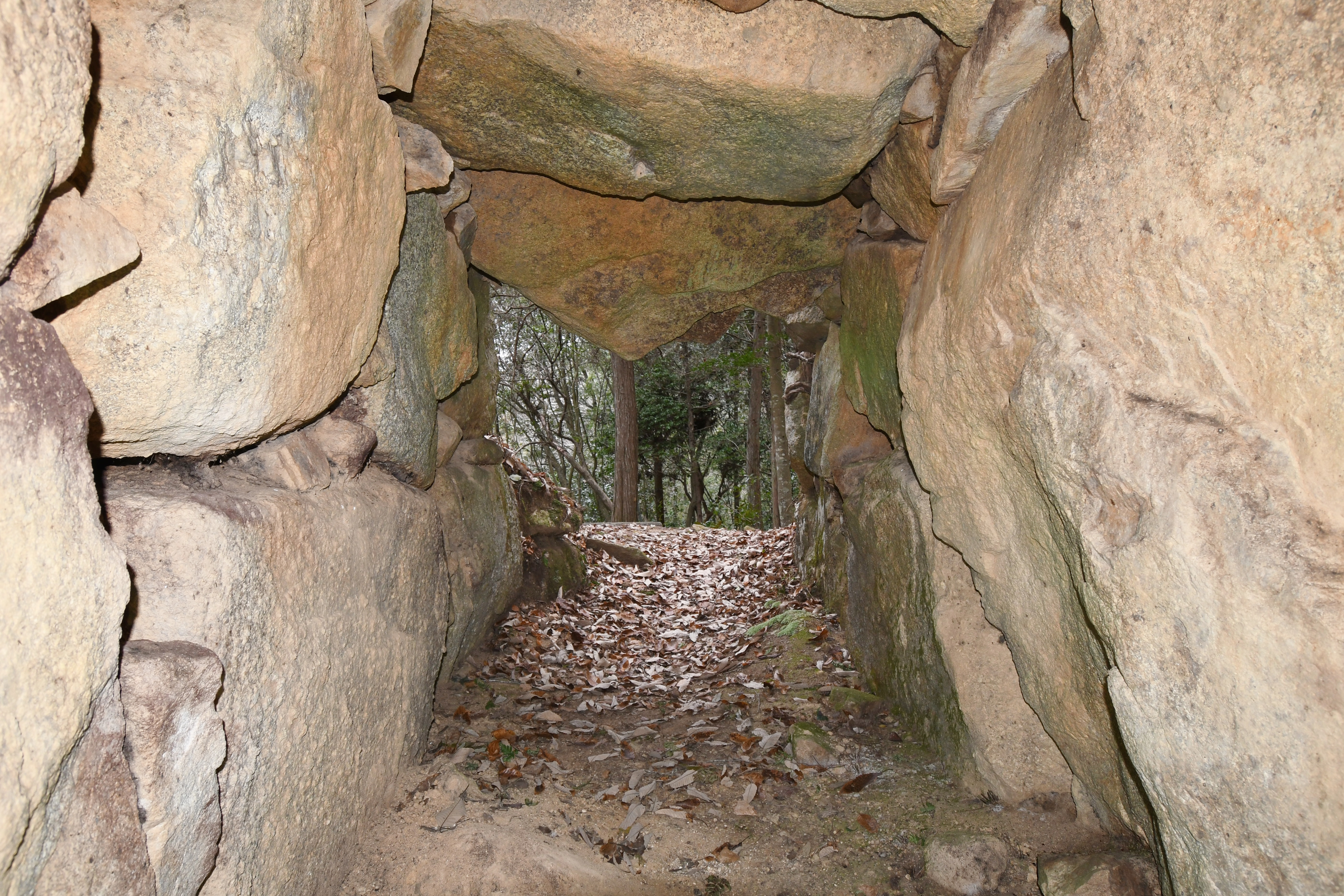
羨道（開口部方向）
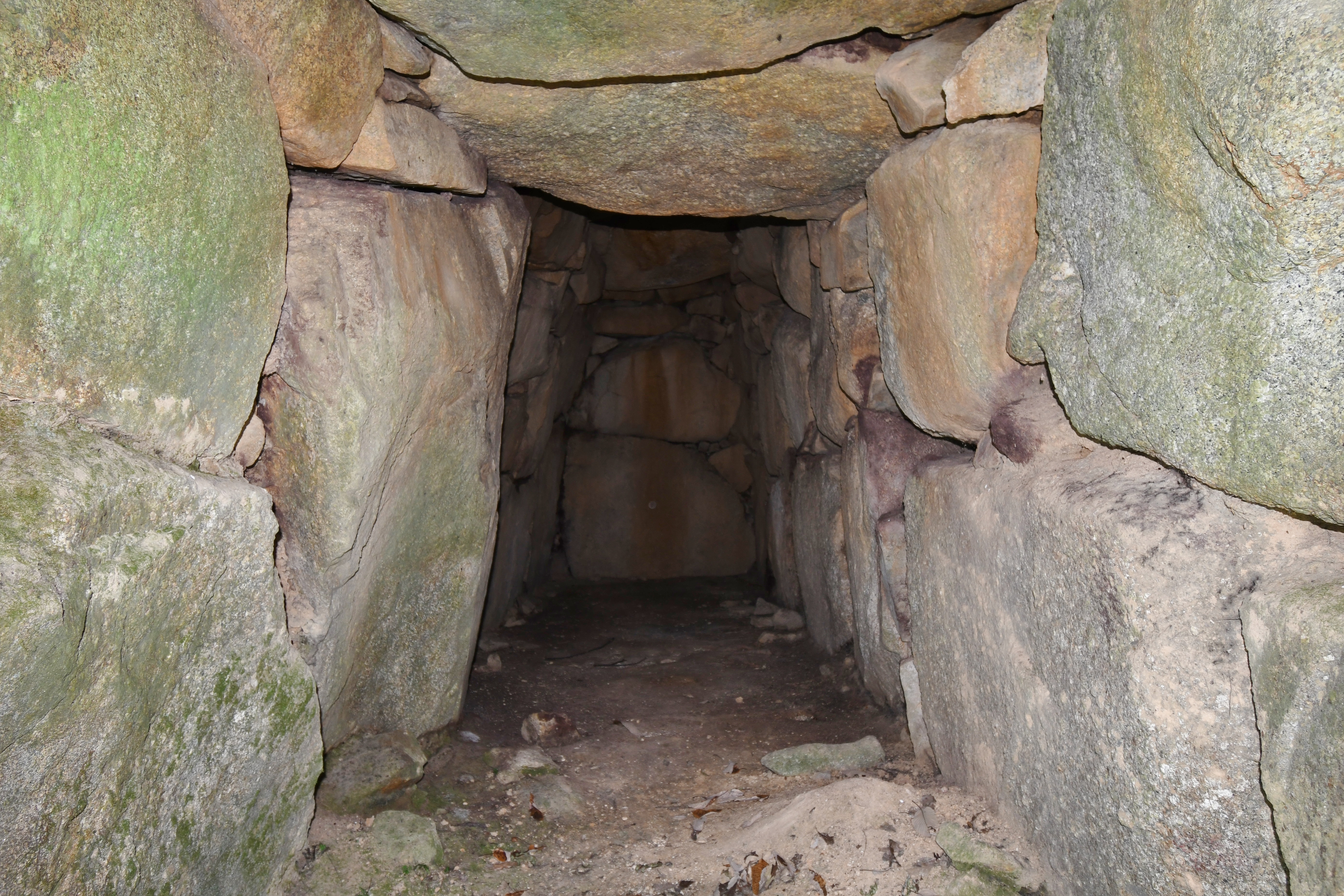
羨道（玄室方向）
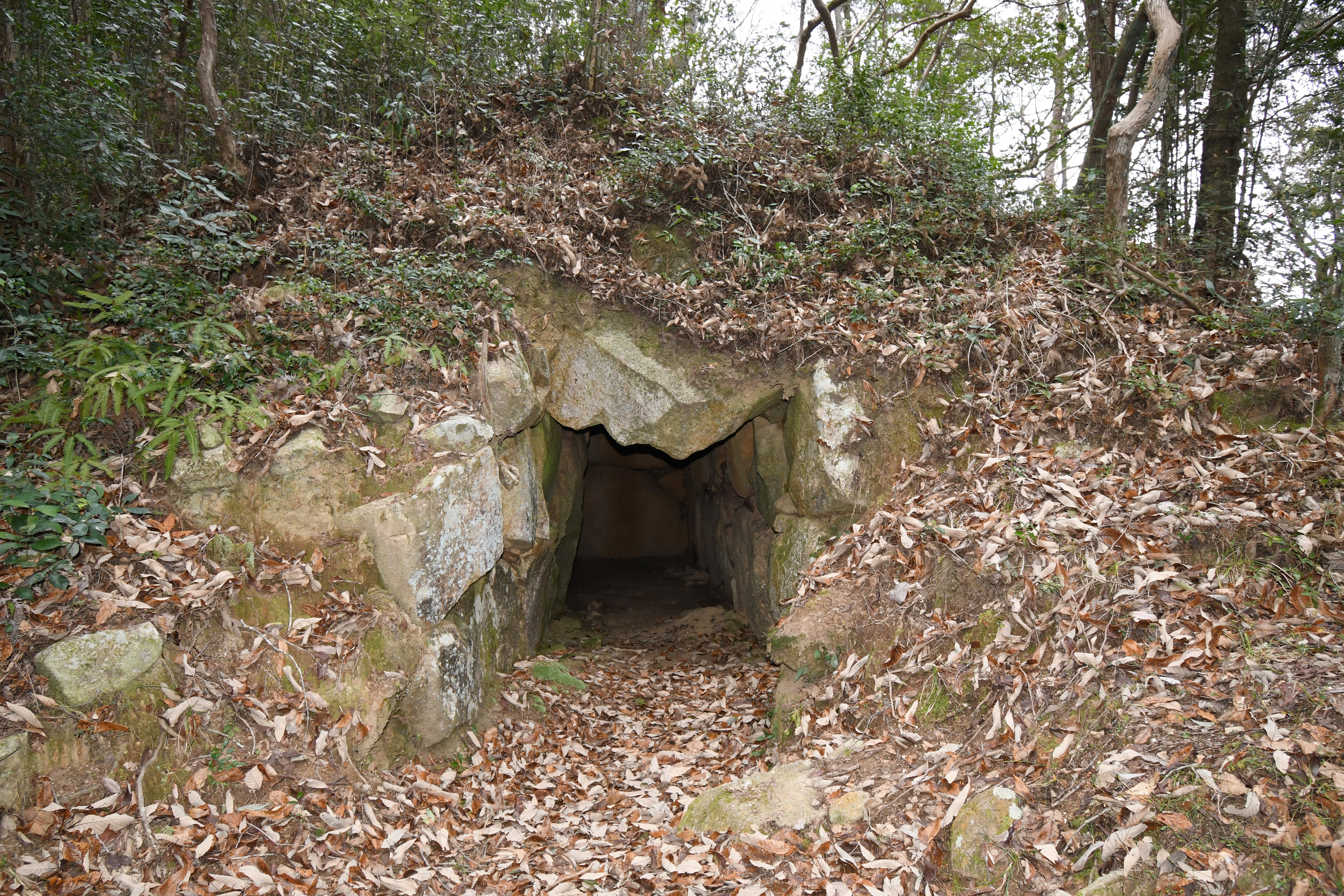
開口部

### その他

その他
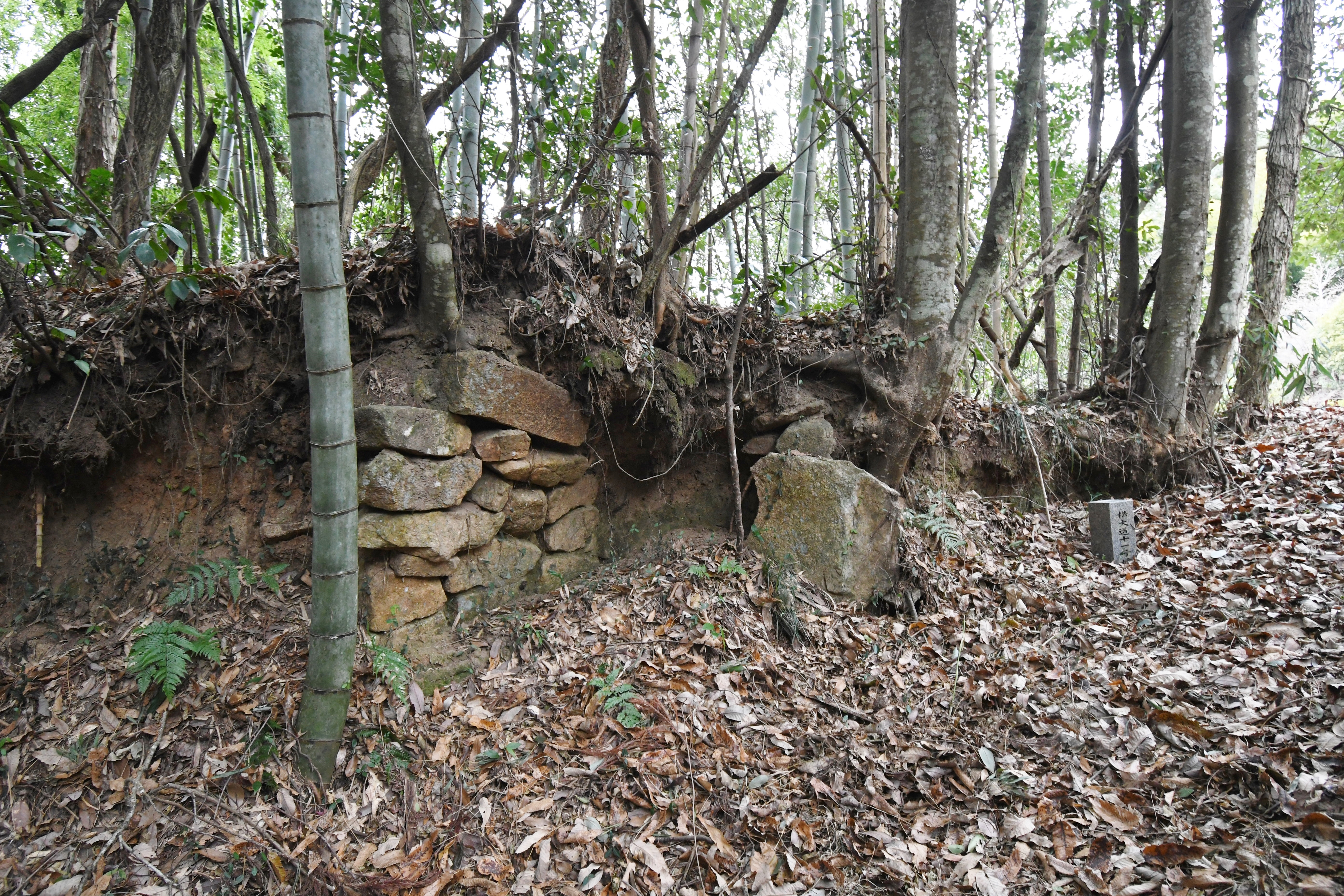
11号墳

2号墳
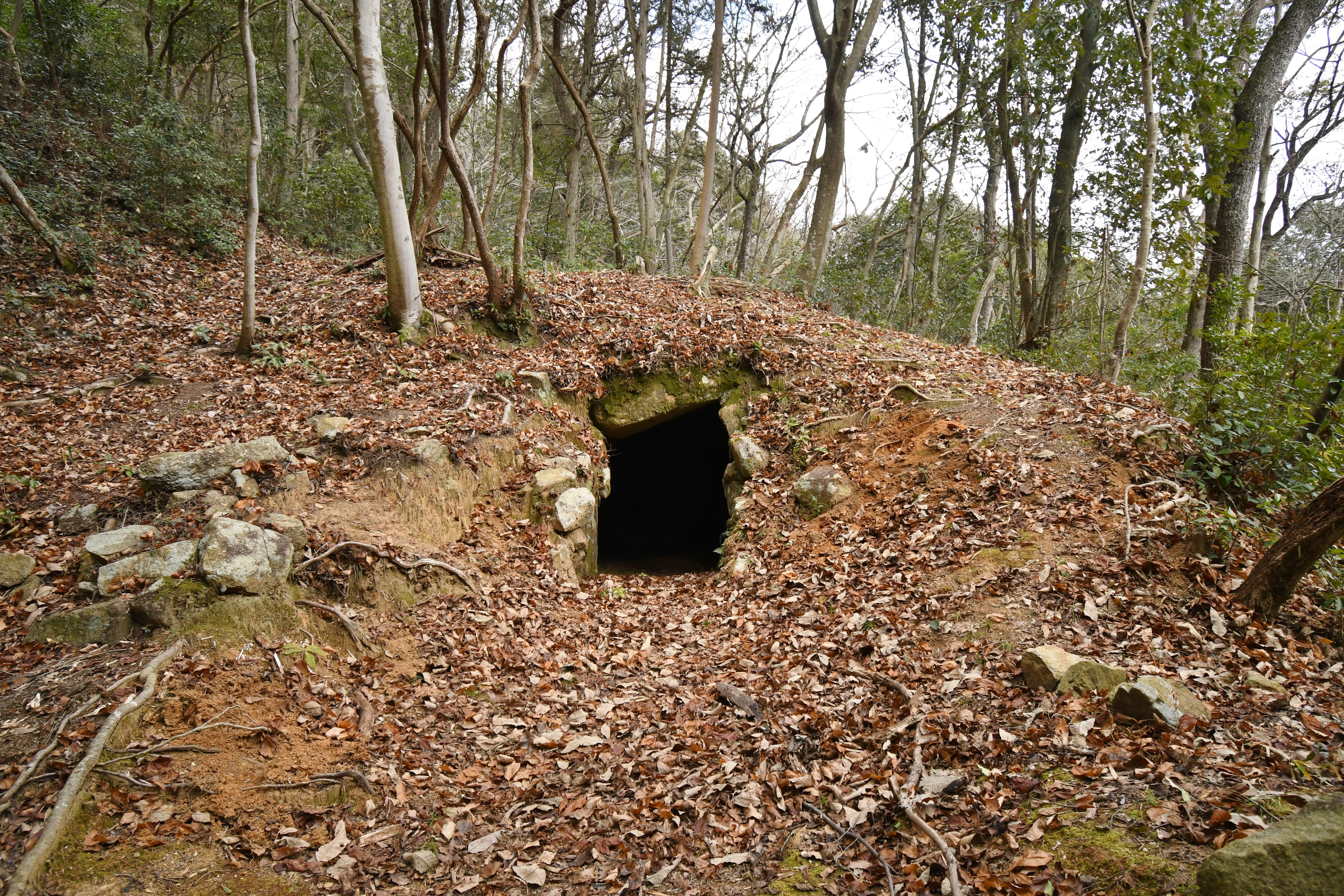
墳丘・石室開口部
石室俯瞰図
石室展開図
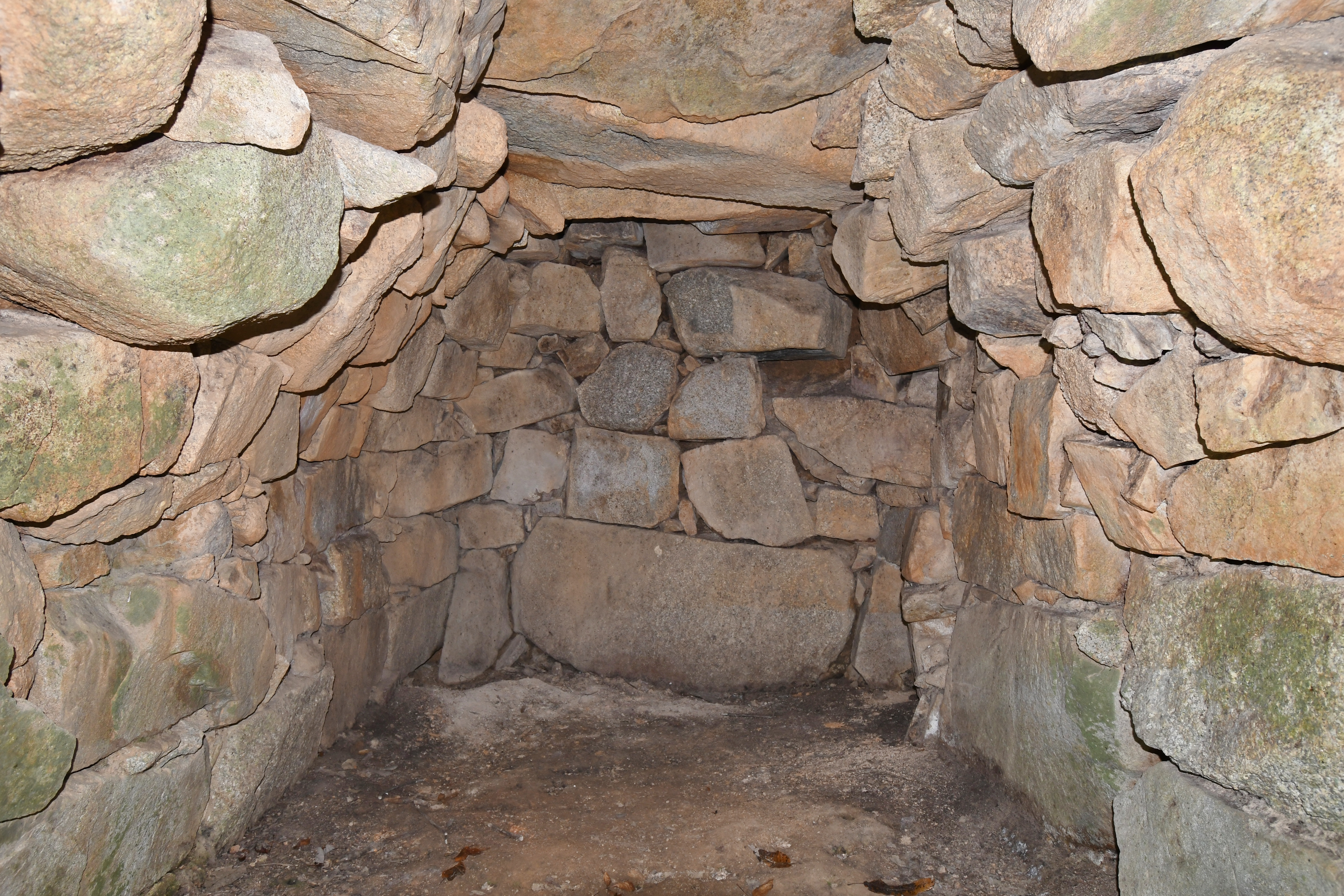
玄室（奥壁方向）
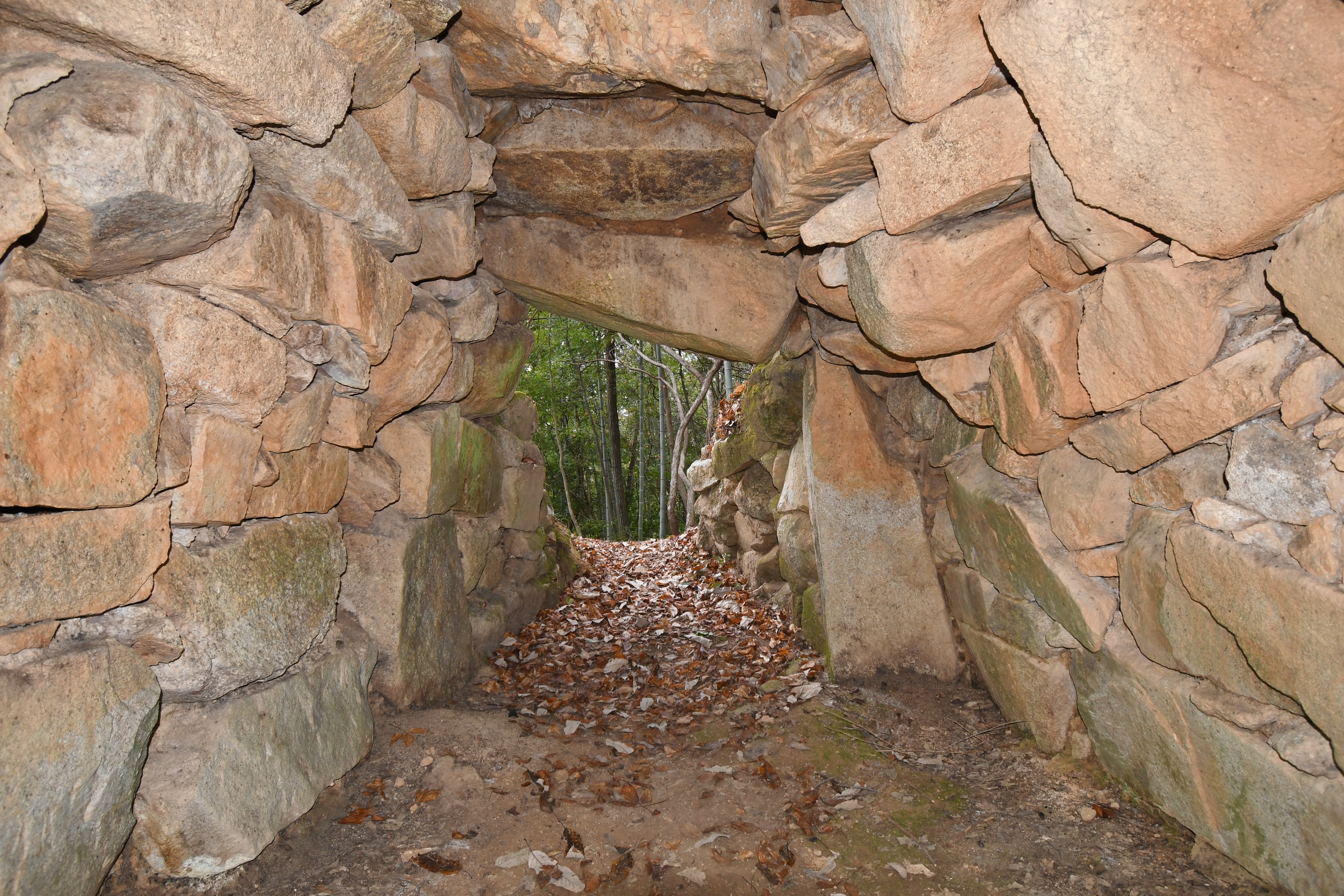
玄室（開口部方向）
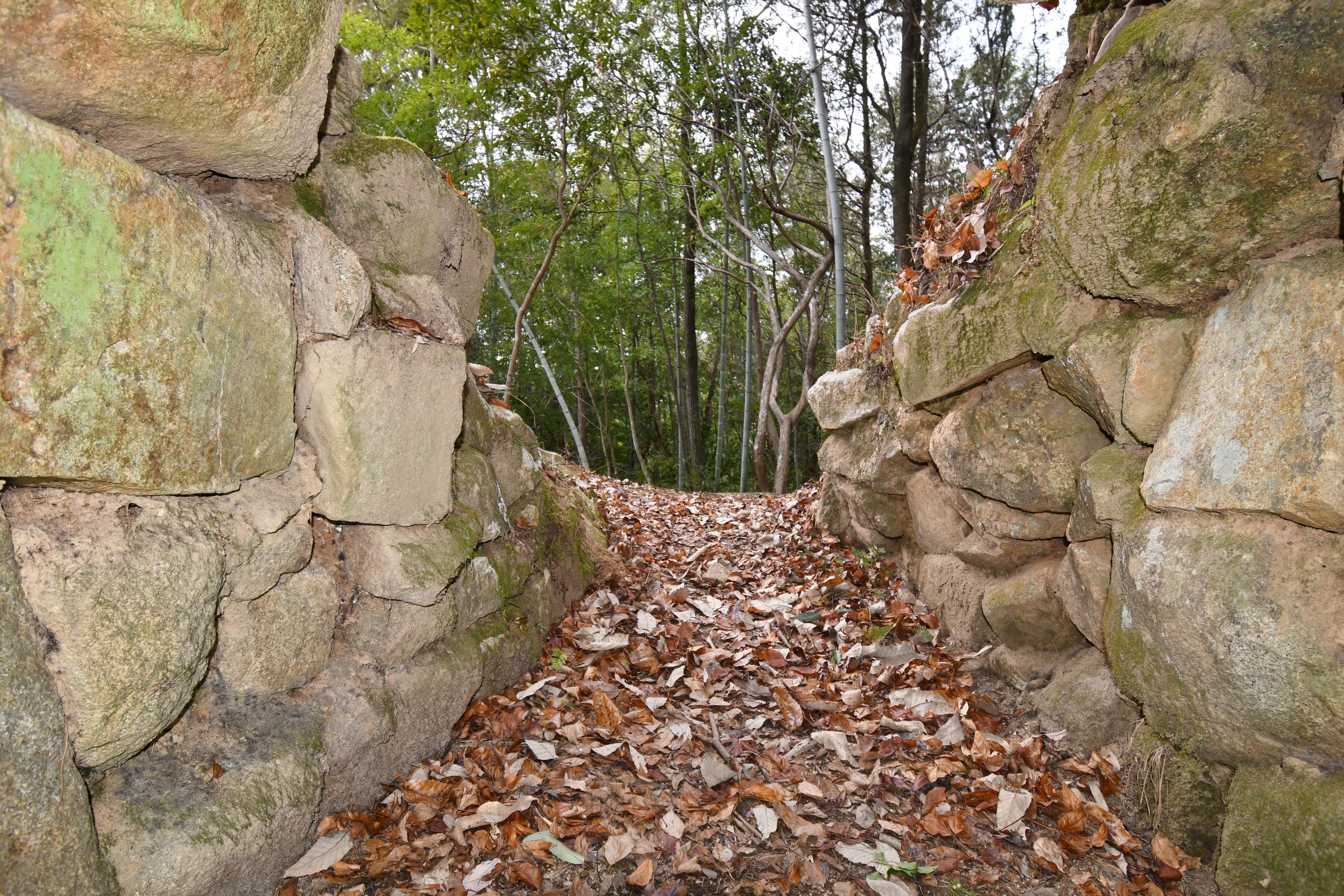
羨道（開口部方向）
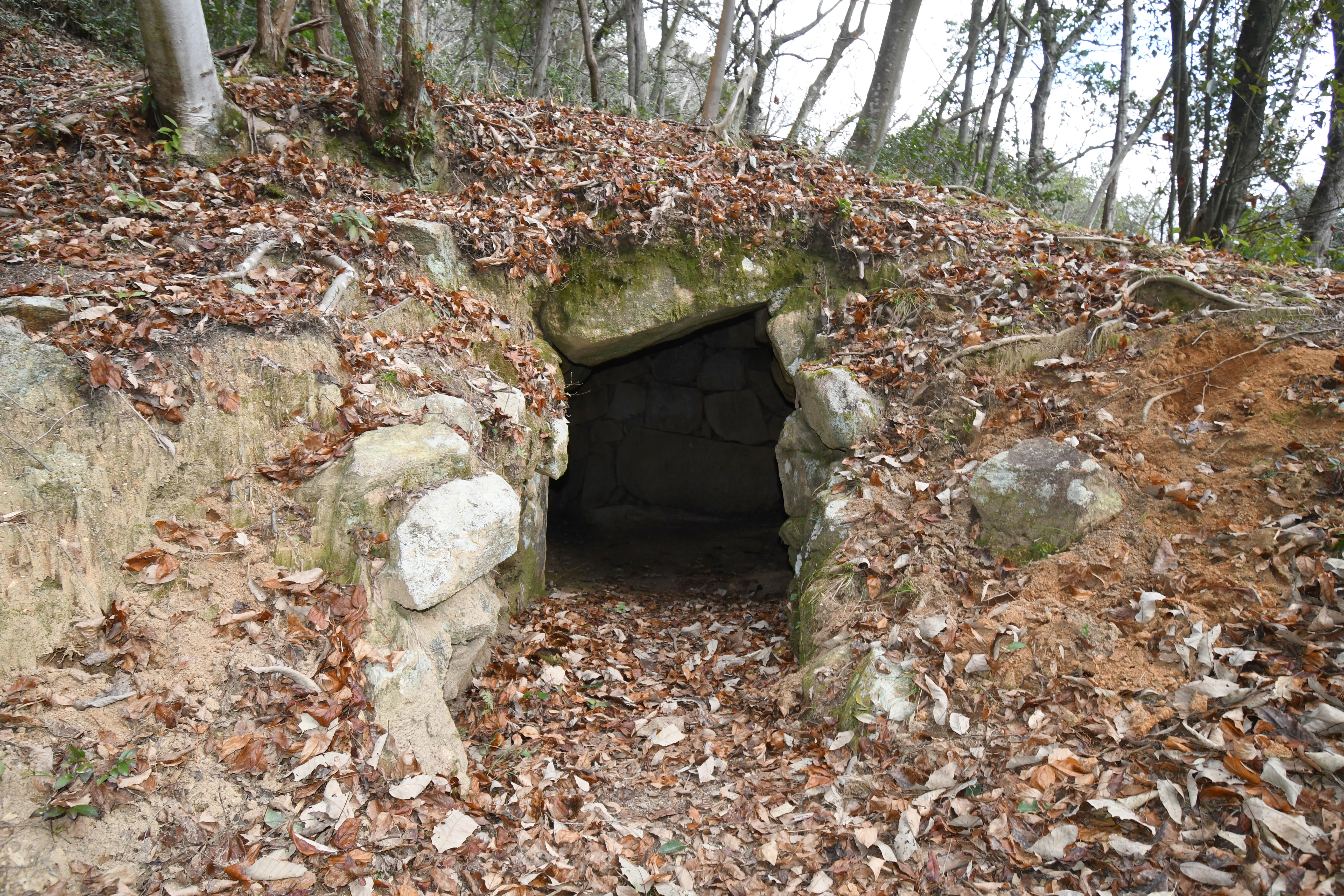
開口部

- その他
- 11号墳

## 文化財

### 竹原市指定文化財
- 史跡
  - 横大道古墳群 - 1963年（昭和38年）9月13日指定。

## 関連施設
- 竹原市歴史民俗資料館（竹原市本町） - 横大道古墳群の出土品を保管・展示。

## 関連文献
（記事執筆に使用していない関連文献）
- 『竹原市史』 第2巻、竹原市、1963年。
- 脇坂光彦「横大道古墳群の現状と歴史的評価」『芸備』第51号、芸備友の会、2019年、20-37頁。